# Radio Funkwerk
Radio Funkwerk était une radio associative locale d'Erfurt et de Weimar fondée en 1999 dans le Land de Thuringe.
Funkwerk à Erfurt partageait ses fréquences avec Radio F.R.E.I. et à Weimar avec Radio Lotte. Elles étaient deux stations de radio associatives locales autorisées.
Avec l'amendement de la loi des médias autorisées par les Länder, la diffusion fut arrêtée le 31 mai 2015. Les espaces libérées sont revenus à Radio Lotte Weimar et Radio F.R.E.I. Certaines émissions de Radio Funkwerk et leurs rédacteurs font maintenant partie des programmes de F.R.E.I. et Radio Lotte Weimar.

### Source de la traduction
- (de) Cet article est partiellement ou en totalité issu de l’article de Wikipédia en allemand intitulé « Radio Funkwerk » (voir la liste des auteurs).